# Чарышский сельсовет (Усть-Калманский район)
Чарышский сельсовет — муниципальное образование со статусом сельского поселения и административно-территориальное образование в Усть-Калманском районе Алтайского края России. Административный центр — село Чарышское.

## Население
| 1997  | 1998  | 1999  | 2000  | 2001  | 2002  |
| ----- | ----- | ----- | ----- | ----- | ----- |
| 1905  | ↘1884 | ↘1861 | ↗1864 | ↗1866 | ↘1772 |
| 2003  | 2004  | 2005  | 2006  | 2007  | 2008  |
| ↗1776 | →1776 | ↘1737 | ↘1725 | ↘1703 | ↘1701 |
| 2009  | 2010  | 2011  | 2012  | 2013  | 2014  |
| ↘1689 | ↘1502 | ↘1495 | ↘1450 | ↘1427 | ↘1419 |
| 2015  | 2016  | 2017  | 2018  | 2019  | 2020  |
| ↗1435 | ↘1426 | ↘1390 | ↘1382 | ↘1376 | ↘1322 |
| 2021  |       |       |       |       |       |
| ↘1298 |       |       |       |       |       |

По результатам Всероссийской переписи населения 2010 года, численность населения муниципального образования составила 1502 человека, в том числе 698 мужчин и 804 женщины.

## Населённые пункты
В состав сельского поселения входит 3 населённых пункта:
- Дружба (посёлок) — 96[11]
- Степной (посёлок) — 88[11]
- Чарышское (село, административный центр) — 1243[11]